# Natko Zrnčić-Dim
Natko Zrnčić-Dim (ur. 7 marca 1986 w Zagrzebiu) – chorwacki narciarz alpejski, brązowy medalista mistrzostw świata, olimpijczyk.

## Kariera
Po raz pierwszy na arenie międzynarodowej Natko Zrnčić-Dim pojawił się 24 listopada 2001 roku w Val Thorens, gdzie w zawodach Citizen Race w slalomie zajął 35. miejsce. W 2003 roku wystartował na mistrzostwach świata juniorów w Briançonnais, gdzie jego najlepszym wynikiem było trzynaste miejsce w slalomie i kombinacji. Jeszcze trzykrotnie startował w imprezach tego cyklu, najlepsze wyniki osiągając podczas mistrzostw świata juniorów w Quebecu w 2006 roku, gdzie był piąty w zjeździe oraz ósmy w supergigancie.
W zawodach Pucharu Świata zadebiutował 13 grudnia 2004 roku w Sestriere, gdzie nie zakwalifikował się do pierwszego przejazdu slalomu. Pierwsze pucharowe punkty wywalczył 11 grudnia 2005 roku w Val d’Isère, zajmując 24. miejsce w superkombinacji. Na podium po raz pierwszy stanął 3 marca 2008 roku w Val d’Isère, gdzie w tej samej konkurencji zajął trzecie miejsce. W zawodach tych lepsi byli tylko Bode Miller z USA oraz kolejny Chorwat, Ivica Kostelić. W kolejnych latach jeszcze kilkukrotnie stawał na podium, jednak nigdy nie zwyciężył. Najlepsze wyniki osiągnął w sezonie 2009/2010, który ukończył na 38. pozycji w klasyfikacji generalnej oraz siódmej w klasyfikacji kombinacji.
Największy sukces osiągnął w 2009 roku, kiedy na mistrzostwach świata w Val d’Isère zdobył brązowy medal w superkombinacji. Wyprzedzili go tam jedynie Aksel Lund Svindal z Norwegii oraz Francuz Julien Lizeroux. W tej samej konkurencji był też między innymi ósmy podczas rozgrywanych dwa lata później mistrzostw świata w Garmisch-Partenkirchen. W 2006 roku wystartował na igrzyskach olimpijskich w Turynie, gdzie jego najlepszym wynikiem było 25. miejsce w gigancie. Na rozgrywanych cztery lata później igrzyskach olimpijskich w Vancouver był między innymi dziewiętnasty w slalomie. Brał także udział w igrzyskach olimpijskich w Soczi w 2014 roku, gdzie najlepiej spisał się w superkombinacji, zajmując dziesiąte miejsce. Na kolejnych igrzyskach olimpijskich w 2018 roku w Pjongczangu, jego najlepszą lokatą było 19. miejsce w superkombinacji.

## Osiągnięcia

### Igrzyska olimpijskie
| Miejsce | Dzień     | Rok  | Miejscowość | Konkurencja     | Czas biegu | Strata | Zwycięzca           |
| ------- | --------- | ---- | ----------- | --------------- | ---------- | ------ | ------------------- |
| 33.     | 14 lutego | 2006 | Turyn       | Kombinacja      | 3:09,35    | +14,80 | Ted Ligety          |
| 35.     | 18 lutego | 2006 | Turyn       | Supergigant     | 1:30,65    | +3,84  | Kjetil André Aamodt |
| 25.     | 20 lutego | 2006 | Turyn       | Gigant          | 2:35,00    | +10,59 | Benjamin Raich      |
| 33.     | 25 lutego | 2006 | Turyn       | Slalom          | 1:43,14    | +15,89 | Benjamin Raich      |
| 33.     | 15 lutego | 2010 | Vancouver   | Zjazd           | 1:54,31    | +2,71  | Didier Défago       |
| DNF1    | 19 lutego | 2010 | Vancouver   | Supergigant     | 1:30,34    | -      | Aksel Lund Svindal  |
| 20.     | 21 lutego | 2010 | Vancouver   | Superkombinacja | 2:44,92    | +3,94  | Bode Miller         |
| 41.     | 23 lutego | 2010 | Vancouver   | Gigant          | 2:38,22    | +8,18  | Carlo Janka         |
| 19.     | 27 lutego | 2010 | Vancouver   | Slalom          | 1:41,57    | +2,67  | Giuliano Razzoli    |
| 29.     | 9 lutego  | 2014 | Soczi       | Zjazd           | 2:06,23    | +3,57  | Matthias Mayer      |
| 10.     | 14 lutego | 2014 | Soczi       | Superkombinacja | 2:45,20    | +1,86  | Sandro Viletta      |
| 19.     | 16 lutego | 2014 | Soczi       | Supergigant     | 1:18,14    | +1,61  | Kjetil Jansrud      |
| DNF2    | 22 lutego | 2014 | Soczi       | Slalom          | 1:41,84    | -      | Mario Matt          |
| 19.     | 13 lutego | 2018 | Pjongczang  | Superkombinacja | 2:06,52    | +4,03  | Marcel Hirscher     |
| DNS     | 15 lutego | 2018 | Pjongczang  | Zjazd           | 1:40,25    | -      | Aksel Lund Svindal  |
| 29.     | 16 lutego | 2018 | Pjongczang  | Supergigant     | 1:24,44    | +2,61  | Matthias Mayer      |

### Mistrzostwa świata
| Miejsce | Dzień     | Rok  | Miejscowość       | Konkurencja     | Czas biegu | Strata | Zwycięzca            |
| ------- | --------- | ---- | ----------------- | --------------- | ---------- | ------ | -------------------- |
| 12.     | 3 lutego  | 2005 | Bormio            | Gigant          | 2:50,41    | +14,28 | Hermann Maier        |
| 31.     | 12 lutego | 2005 | Bormio            | Slalom          | 1:41,34    | +9,56  | Benjamin Raich       |
| 40.     | 6 lutego  | 2007 | Åre               | Supergigant     | 1:14,30    | +2,44  | Patrick Staudacher   |
| DSQ     | 8 lutego  | 2007 | Åre               | Superkombinacja | 2:28,99    | -      | Daniel Albrecht      |
| 34.     | 11 lutego | 2007 | Åre               | Zjazd           | 1:44,68    | +3,19  | Aksel Lund Svindal   |
| 39.     | 14 lutego | 2007 | Åre               | Gigant          | 2:19,64    | +7,82  | Aksel Lund Svindal   |
| 23.     | 4 lutego  | 2009 | Val d’Isère       | Supergigant     | 1:41,34    | +3,62  | Didier Cuche         |
| 19.     | 7 lutego  | 2009 | Val d’Isère       | Zjazd           | 2:07,01    | +3,82  | John Kucera          |
| 3.      | 9 lutego  | 2009 | Val d’Isère       | Superkombinacja | 2:23,00    | +1,58  | Aksel Lund Svindal   |
| 27.     | 13 lutego | 2009 | Val d’Isère       | Gigant          | 2:18,82    | +6,08  | Carlo Janka          |
| 14.     | 15 lutego | 2009 | Val d’Isère       | Slalom          | 1:44,17    | +5,44  | Manfred Pranger      |
| 26.     | 9 lutego  | 2011 | Ga-Pa             | Supergigant     | 1:38,31    | +4,8   | Christof Innerhofer  |
| 28.     | 12 lutego | 2011 | Ga-Pa             | Zjazd           | 1:58,41    | +4,16  | Erik Guay            |
| 8.      | 14 lutego | 2011 | Ga-Pa             | Superkombinacja | 2:54,51    | +3,20  | Aksel Lund Svindal   |
| 38.     | 18 lutego | 2011 | Ga-Pa             | Gigant          | 2:10,56    | +4,92  | Ted Ligety           |
| DNF1    | 20 lutego | 2011 | Ga-Pa             | Slalom          | 1:41,72    | -      | Jean-Baptiste Grange |
| 32.     | 5 lutego  | 2015 | Vail/Beaver Creek | Supergigant     | 1:15,68    | +2,74  | Hannes Reichelt      |
| 30.     | 7 lutego  | 2015 | Vail/Beaver Creek | Zjazd           | 1:43,18    | +2,52  | Patrick Küng         |
| DNF2    | 8 lutego  | 2015 | Vail/Beaver Creek | Superkombinacja | 2:36,10    | -      | Marcel Hirscher      |
| 27.     | 15 lutego | 2015 | Vail/Beaver Creek | Slalom          | 1:57,47    | +6,89  | Jean-Baptiste Grange |

### Mistrzostwa świata juniorów
| Miejsce | Dzień     | Rok  | Miejscowość  | Konkurencja | Czas biegu | Strata | Zwycięzca                      |
| ------- | --------- | ---- | ------------ | ----------- | ---------- | ------ | ------------------------------ |
| 56.     | 4 marca   | 2003 | Briançonnais | Zjazd       | 1:09,49    | +3,51  | Daniel Albrecht                |
| 45.     | 5 marca   | 2003 | Briançonnais | Supergigant | 1:17,10    | +3,50  | François Bourque               |
| 27.     | 7 marca   | 2003 | Briançonnais | Gigant      | 2:02,72    | +3,39  | Daniel Albrecht Mario Scheiber |
| 13.     | 8 marca   | 2003 | Briançonnais | Slalom      | 1:33,74    | +4,29  | Marc Berthod                   |
| 13.     | 8 marca   | 2003 | Briançonnais | Kombinacja  | 2,01 pkt   | -      | Daniel Albrecht                |
| 28.     | 10 lutego | 2004 | Maribor      | Zjazd       | 1:09,61    | +1,59  | Romed Baumann                  |
| 46.     | 12 lutego | 2004 | Maribor      | Supergigant | 1:17,49    | +3,43  | Hans Olsson                    |
| 58.     | 13 lutego | 2004 | Maribor      | Gigant      | 2:17,40    | +8,30  | Jeffrey Harrison               |
| 23.     | 14 lutego | 2004 | Maribor      | Slalom      | 1:33,33    | +6,83  | Raphael Fässler                |
| 15.     | 14 lutego | 2004 | Maribor      | Kombinacja  | 32,84 pkt  | ?      | François Bourque               |
| 27.     | 23 lutego | 2005 | Bardonecchia | Zjazd       | 1:25,58    | +2,57  | Rok Perko                      |
| 13.     | 24 lutego | 2005 | Bardonecchia | Slalom      | 1:24,10    | +2,41  | Filip Trejbal                  |
| 34.     | 25 lutego | 2005 | Bardonecchia | Supergigant | 1:25,20    | +2,22  | Michael Gmeiner                |
| 40.     | 27 lutego | 2005 | Bardonecchia | Gigant      | 2:10,28    | +4,67  | Michael Gmeiner                |
| 5.      | 2 marca   | 2006 | Québec       | Zjazd       | 1:27,26    | +0,84  | Christopher Beckmann           |
| 8.      | 4 marca   | 2006 | Québec       | Supergigant | 1:11,81    | +0,60  | Michael Sablatnik              |
| 15.     | 5 marca   | 2006 | Québec       | Slalom      | 1:32,98    | +2,95  | Mikkel Bjørge                  |
| 48.     | 6 marca   | 2006 | Québec       | Gigant      | 2:20,50    | +8,86  | Stefan Guay                    |

### Puchar Świata

#### Miejsca w klasyfikacji generalnej
- sezon 2005/2006: 137.
- sezon 2006/2007: 135.
- sezon 2007/2008: 58.
- sezon 2008/2009: 59.
- sezon 2009/2010: 38.
- sezon 2010/2011: 71
- sezon 2011/2012: 67.
- sezon 2012/2013: -
- sezon 2013/2014: 75.
- sezon 2014/2015: 76.
- sezon 2015/2016: 95.
- sezon 2017/2018: -

#### Miejsca na podium w zawodach
1. Val d’Isère – 3 lutego 2008 (superkombinacja) – 3. miejsce
2. Kitzbühel – 25 stycznia 2009 (superkombinacja) – 3. miejsce
3. Beaver Creek – 4 grudnia 2009 (superkombinacja) – 3. miejsce
4. Chamonix – 30 stycznia 2011 (superkombinacja) – 2.miejsce
5. Wengen – 17 stycznia 2014 (superkombinacja) – 3. miejsce